# Bahnhof Renningen
Der Bahnhof Renningen ist ein Eisenbahnknotenpunkt in Renningen, an dem die Rankbachbahn in die Württembergische Schwarzwaldbahn mündet. Er ist eine Station im Netz der S-Bahn Stuttgart.

## Geschichte

### 1865–1920
Ab 1865 stand fest, dass Renningen einen Eisenbahnanschluss erhalten sollte. Die Fertigstellung der Schwarzwaldbahn verzögerte sich jedoch, sodass die Königlich Württembergische Staatsbahn sie in Etappen eröffnete. Am 1. Dezember 1869 erfolgte die Einweihung des Abschnitts Ditzingen–Weil der Stadt.
Der Bahnhof lag damals rund einen Kilometer nördlich des Dorfs. Die heutige Bahnhofstraße war ein Feldweg, der über die Wörnetäcker, Ried- und Stegwiesen zum neuen Verkehrsbauwerk führte. Die Gemeinde verbreiterte ihn kurz vor der Streckeneröffnung. Fuhrleute hingegen benutzten die Landstraße nach Rutesheim und verließen diese auf Höhe des Bahnhofs. Dort legte die Gemeinde eine schnurgerade befestigte Straße an (heutige Alte Bahnhofstraße).
Als Güterumgehung um den Stuttgarter Talkessel begann die Staatsbahn 1913 mit dem Bau der Rankbachbahn. Sie stellte zwischen Böblingen und Renningen eine Verbindung zwischen der Bahnstrecke Stuttgart–Horb und der Schwarzwaldbahn her. Die Inbetriebnahme erfolgte am 23. Dezember 1914 vorerst bis Sindelfingen, am 1. Oktober 1915 dann bis Renningen. Ebenfalls 1913 schlugen Ingenieure die Plattenbahn vor, die von Renningen über Friolzheim nach Mühlacker führen sollte. Die württembergische Staatsbahn stellte diese Pläne zurück und die Deutsche Reichsbahn realisierte sie nicht.

### 1920–1945
Nachdem der Erste Weltkrieg und die darauffolgende Wirtschaftskrise überwunden waren, stieg auf der Rankbachbahn die Nachfrage im Personenverkehr. Viele Renninger und Malmsheimer fanden einen neuen Arbeitsplatz beim Daimler-Werk (ab 1926 Daimler-Benz-Werk) in Sindelfingen. Kinder und Jugendliche nutzten die Verbindung um zur Mittelschule nach Sindelfingen oder zum Karlsgymnasium nach Böblingen zu fahren. Doch das Zugangebot blieb begrenzt.
Die Gemeindeverwaltungen von Renningen und Malmsheim baten erfolglos die Reichsbahndirektion Stuttgart um eine Verbesserung. Anfang 1932 setzte der Renninger Bürgermeister die Direktion abermals unter Druck. Er und der Gemeinderat drohten an, sich um eine Weiterführung der Omnibuslinie Stuttgart–Leonberg zu bemühen, falls die Reichsbahn nicht künftig mehr Züge verkehren ließ. In Stuttgart zeigte man sich davon unbeeindruckt.
1937 eröffnete die Luftwaffe den Flugplatz Malmsheim, nördlich von Renningen. Er erhielt zur Versorgung einen eigenen Gleisanschluss. Der Abzweig lag nordöstlich des Bahnhofs. Der Verlauf ist heute noch erkennbar.
Zur Verbesserung des Nahverkehrs beschloss die Reichsbahn die Elektrifizierung für einen Teil der Schwarzwaldbahn. Am 9. März 1939 konnten die Züge das zweite Streckengleis zwischen Leonberg und Renningen befahren. Am 18. Dezember 1939 begann der elektrische Betrieb zwischen dem Stuttgarter Hauptbahnhof und Weil der Stadt bei gleichzeitiger Integration in den Stuttgarter Vorortverkehr.

### Seit 1945
Nach dem Zweiten Weltkrieg gingen die Fahrgastzahlen zwischen Renningen und Böblingen durch den zunehmenden Individualverkehr zurück. Am 29. September 1970 stellte schließlich die Deutsche Bundesbahn den Personenverkehr auf dem Streckenabschnitt Sindelfingen–Renningen ein, um im Zuge der S-Bahn-Planungen Kapazitäten zu schaffen, den Güterverkehr in Richtung Horb auf die Rankbachbahn verlagern zu können.
Im Zuge des zweigleisigen Ausbaues der Rankbachbahn für die S 60 wurde auch der Bahnhof Renningen umgestaltet. Es entfielen das Gleis 4 (Güterzug-Überholgleis) und alle noch vorhandenen Gütergleisanlagen einschließlich des Gleises 10, das zur Industriestraße hin gelegen war. Der Mittelbahnsteig zwischen Gleis 2 und 3 wurde auf die im S-Bahn-Netz Stuttgart übliche Sonderhöhe von 96 cm angehoben. Zwischen Gleis 2 und 3 entstand in Richtung Weil der Stadt ein Abstellgleis für einen Kurzzug der S-Bahn, das für das Stärken und Schwächen der S 60 benötigt wird. Gleis 1 erhielt einen Bahnsteig in der Länge für einen S-Bahn-Vollzug, von S-Bahn-Langzügen kann er nicht bedient werden. Gleis 1 ist westlich nur in Richtung Böblingen angebunden. Es wird für Güterzug-Durchfahrten genutzt, der Bahnsteig wird für Störfälle vorgehalten.
Die S-Bahn-Linie S 60 ging in zwei Stufen in Betrieb: Im Juni 2010 zunächst im Abschnitt zwischen Böblingen und Maichingen sowie zum 8. Dezember 2012 auf der ganzen Strecke Stuttgart–Renningen–Böblingen.
Der Bahnhof zählte zu den drei ersten in Deutschland, auf denen ab Dezember 2019 neu eingesprochene Ansagen eingeführt werden sollten. Am 23. Februar 2021 wurde ein automatisierter, rund um die Uhr geöffneter Lebensmittelmarkt am Bahnhof eröffnet.

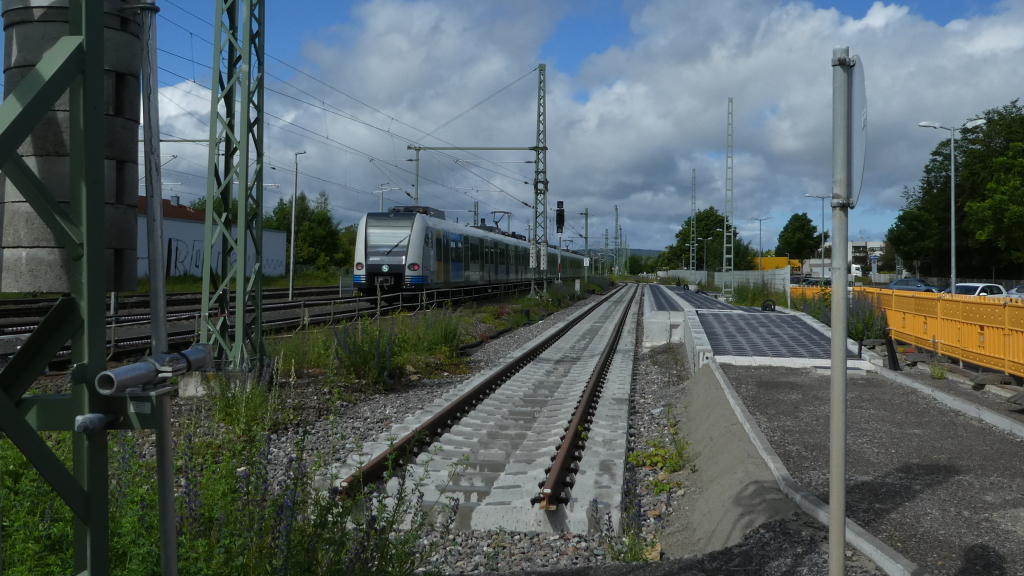
Künftiger Bahnsteig der Hermann-Hesse-Bahn im Bahnhof Renningen, Zustand 06/2024

Im Zuge des Projekts Hermann-Hesse-Bahn (Reaktivierung Weil der Stadt–Calw) soll ein Pendelverkehr zwischen Calw und Renningen eingerichtet werden und dabei auf dem Abschnitt Renningen–Weil der Stadt parallel zur S-Bahn gefahren werden. Dazu entstand im westlichen Bahnhofsteil beim Streckenkilometer 20,7 ein 55 m langer, 2,50 m breiter und 55 cm hoher Außenbahnsteig an einem ca. 210 m langen und mit höchstens 40 km/h befahrbaren Stumpfgleis. Für die zum Einsatz vorgesehenen Triebwagen mit kombiniertem Oberleitungs-/Akku-Betrieb vom Typ Siemens Mireo Plus B wird das Gleis entgegen ursprünglicher Planungen elektrifiziert. Die Bauarbeiten dafür begannen 2022, die Inbetriebnahme ist für 2025 vorgesehen.
Der Bahnhof ist ferner Teil des Planbereichs 1 (Böblingen) des Digitalen Knotens Stuttgart, dessen Baubeginn 2027 und dessen Inbetriebnahme für 2030 geplant ist.

## Bahnbetrieb

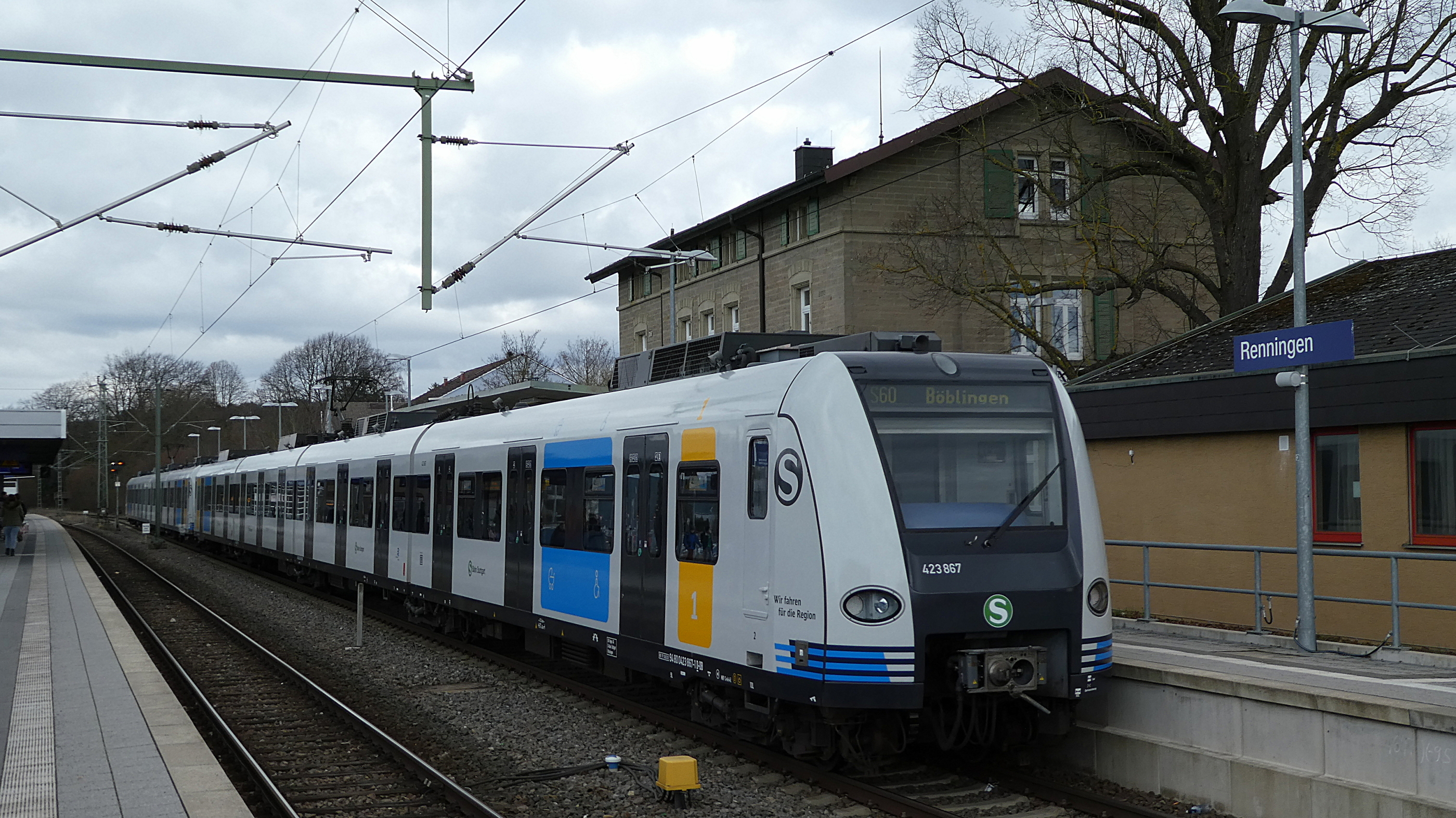
S60 nach Böblingen, Baustellen-bedingt von Gleis 1

Den Bahnhof bedienen die Linien S 6 und S 60 der S-Bahn Stuttgart. Auf Gleis 2 halten die S-Bahnen nach Stuttgart Schwabstraße, auf Gleis 3 die nach Weil der Stadt und Böblingen. Züge der S 6 / S 60 werden in Renningen geflügelt. Züge der S60 ohne Zugteil nach Weil der Stadt werden in Renningen geschwächt bzw. verstärkt.
Züge der Linie S62 (Zuffenhausen – Weil der Stadt) fahren in Renningen ohne Halt durch.
Der Bahnhof Renningen gehört bei der DB InfraGo zur Preisklasse 5.

### S-Bahn
| Linie | Strecke |
| ----- | --- |
| S 6   | Weil der Stadt – Malmsheim – Renningen – Rutesheim – Leonberg – Höfingen – Ditzingen – Zuffenhausen – Hauptbahnhof – Schwabstraße |
| S 60  | Böblingen – Sindelfingen – Maichingen – Magstadt – Renningen – Leonberg – Zuffenhausen – Hauptbahnhof – Schwabstraße              |